# Feministisch separatisme
Feministisch separatisme is het bewust vermijden van contacten met mannen door vrouwen die daarmee het feminisme menen te dienen. Separatie in vrouwenomgevingen komt al tijden voor, maar het wordt een strategie als het ideologisch onderbouwd breed en/of langdurig wordt toegepast. Tijdens de tweede feministische golf hebben grote delen van de vrouwenbeweging op enig moment opzettelijk contacten met vrouwen nagestreefd en de (invloed van) mannen vermeden.
Een definitie volgens feministisch filosoof Marilyn Frye luidt: "feministische separatie is een afzondering op verschillende manieren van mannen en van instellingen, organisaties, rollen en activiteiten die door mannen worden gedefinieerd en/of gedomineerd, in het voordeel van mannen werken of het mannelijk privilege in stand helpen houden, én het is een separatie die door vrouwen bewust wordt begonnen of in stand gehouden.

## Vrouwelijke afzondering
Afzondering door vrouwen in vrouwenomgevingen is van alle tijden, zoals ook andere sociale groepen dat wel deden. Bij de vroege arbeidersbeweging bijvoorbeeld waren andere sociale klassen niet welkom. Ook lesbische vrouwen zonderden zich wel van mannen af, om te ontsnappen aan verwachtingen van familie, aan sociale restricties of schoonheidsidealen. Door sommigen werd het gezien als een tijdelijke strategie, door anderen als een levenslange praktijk. Daarnaast was het opzoeken van lesbische kringen door heteroseksuele vrouwen, uit frustratie over de 'mannenmaatschappij', al langer bekend. Het wordt separatisme wanneer afzondering actief, bewust en breed nagestreefd wordt, als een strategie om persoonlijke groei of maatschappelijke veranderingen te bewerkstelligen.

## Feminisme
Aanvankelijk werd door feministen bij hun emancipatie-activiteiten nog makkelijk met mannen samengewerkt. De eerste feministische organisaties in Nederland, Man Vrouw Maatschappij en Dolle Mina, kenden ook (actieve) mannelijke leden. Het radicaal feminisme bracht daarin verandering, door te stellen dat mannen zowel collectief als individueel een onderdrukkersrol vervullen en in stand houden. Bovendien zouden vrouwen in het bijzijn van mannen als vanzelf een onderdanige rol innemen, of zelfs onderling concurreren om de aandacht van de mannen.
De meest logische oplossing daarvoor was contacten met mannen te beperken en samenwerking met hen te vermijden. Alleen onder vrouwen zouden de feministen zich kunnen ontplooien en zich kunnen bevrijden van de vele jukken die de door mannen gedomineerde en georganiseerde maatschappij hen oplegde. In Nederland kwam dat onder meer tot uitdrukking in de vele vrouwenpraatgroepen die de tweede feministische golf voortbracht, maar ook op vrouwenfestivals en in de vrouwencafés. Er kwamen opvanghuizen voor vrouwen, gezondheidscentra voor vrouwen en feministische zelfverdedigingscursussen. Bij de feministische uitgeverij De Bonte Was mocht niet met mannen samengewerkt worden en tot het Vrouwenhuis in Amsterdam werden geen mannen toegelaten.
Ook internationaal kenmerkte de vrouwenbeweging zich een tijd door separatisme en ook elders kende men praatgroepen, vrouwenfestivals, vrouwenbedrijven en vrouweninstellingen. Vrij algemeen werd aangenomen dat de emancipatie van vrouwen onlosmakelijk verbonden was met een zekere mate van afzondering van de mannen(maatschappij). Het met het radicale lesbisch feminisme onlosmakelijk verbonden lesbisch separatisme was de meest breed uitgevoerde uiting van dit gedachtegoed.